# Đại Tân (xã)
Đại Tân là một xã thuộc huyện Đại Lộc, tỉnh Quảng Nam, Việt Nam.
Xã Đại Tân có diện tích 13,34 km², dân số năm 2019 là 6.025 người, mật độ dân số đạt 452 người/km².